# Johan Willem Kaiser
Johan Willem Kaiser (Hoorn, 27 februari 1897 - Baarn, 16 november 1960) was een Nederlands schrijver over spiritualiteit.

## Samenvatting
Kaiser publiceerde voornamelijk in de vijftien jaar na de Tweede Wereldoorlog een serie boeken over spiritualiteit en symboliek, deels gebaseerd op oudere artikelen van zijn hand, waarin de leer van Jezus centraal stond. In de jaren vijftig organiseerde hij in samenwerking met Greet Hofmans een serie internationale conferenties over spiritualiteit, aanvankelijk als "Oude Loo"-bijeenkomsten, en later onder de naam "Open Veld"-bijeenkomsten.

## Biografie
Johan Willem Kaiser werd geboren als derde zoon van de arts en pionier-gynaecoloog Karel Frederik Lodewijk (Louis) Kaiser, zoon van Johann Wilhelm Kaiser.
Kaiser deed na zijn HBS de handelsschool. Hij werkte in de scheepvaartwereld, en werd uiteindelijk directiesecretaris bij een rederij. Tegelijk volgde hij een MOA-opleiding Engels. Geleidelijk aan verschoof zijn interesse zich echter naar psychologie en spiritualiteit. Hij studeerde psychologie alsook vele spirituele tradities, en zijn eerste belangrijke artikelen over de interpretatie van het drama verschenen eerst in een Zwitsers psychologisch tijdschrift (in het Duits) alvorens ze als een monografie verschenen bij Swets & Zeitlinger te Amsterdam in 1929. 
Kaiser liet een spiritueel oeuvre na dat echter sinds zijn dood in de vergetelheid is geraakt. Het wordt sinds zijn overlijden beheerd door de Stichting Open Veldwerk.
Zijn invloed was echter veel groter dan zijn huidige relatieve onbekendheid doet vermoeden. Dit was mogelijkerwijze voornamelijk het gevolg van het feit dat zijn naaste medewerkster, Greet Hofmans, veel aandacht kreeg wegens haar relatie met, en vermeende invloed op koningin Juliana, waarbij veel waardevolle inhoudelijke informatie omtrent haarzelf en haar naaste medewerker Kaiser naar de achtergrond werd verdrongen door het sensationalisme in die tijd, waarin politieke complicaties de boventoon voerden, en de inhoud van het werk merendeels werd veronachtzaamd.
In 1951 werd de eerste Oude Loo-bijeenkomst gehouden, georganiseerd rond het werk van Kaiser en Hofmans. Deze internationale spirituele conferenties, die aanvankelijk op het Kasteel Het Oude Loo werden gehouden en later, na de paleiscrisis (1956), elders werden voortgezet onder de naam Open Veld-bijeenkomsten, waren de vrucht van zijn samenwerking met Mej. Hofmans en trokken een invloedrijke, internationale groep mensen, die aldaar, uitsluitend op uitnodiging, spraken over hun spirituele beleving op basis van een zeer vrijzinnige en open waardering voor de veelvormigheid van de menselijke spiritualiteit. Zo waren sprekers als Martin Buber, Jacob Soetendorp, Friedrich Würzbach, Annemarie Schimmel, Zafrullah Khan en koningin Juliana zelf onder de deelnemers, terwijl Kaiser zelf ook diverse voordrachten hield voor deze groep. Na zijn dood werden deze bijeenkomsten in dezelfde geest tot 1968 voortgezet.
Wat zijn boeken betreft, was er dus na zijn eersteling in 1929 een stilte tot 1946 met de publicatie van Sprokenwijsheid, en het laatste boek verscheen in 1960, net voor zijn dood. De postume uitgave van zijn met de hand getekende en geschreven diagram van de kosmische symboliek van het Evangelie naar Marcus werd in 1962 door de Stichting Landgoed Molecaten verzorgd.

## Strekking van het oeuvre
Men zou Kaisers werk kunnen samenvatten als zijn unieke verwoording van de leer van Jezus, zoals hij die uit eigen beleving en diepe studie had leren verstaan, waarbij dan inderdaad de nadruk moet liggen op eigen beleving en ervaring van wat het betekent om Jezus daadwerkelijk naar de geest te volgen, als doorslaggevende basis van zulk verstaan. Kaisers werk moet als een samenhangend geheel benaderd worden, omdat verklaringen van termen en ideeën vaak her en der door zijn werk verspreid zijn, en hij schijnt aan te nemen dat de lezer het geheel kent.
Zijn hoofdwerk is de vertaling, commentaar en esoterische vertolking van het Evangelie naar Marcus, getiteld Beleving van het Evangelie, een boek dat mogelijkerwijze zijn tijd vooruit was vanwege de wijze waarop het spiritualiteit en psychologie integreerde, en doordat het duidelijk het evangelie onderkent als de weerslag van een innerlijk proces, meer dan een uiterlijk gebeuren, en zeker niet een poging om geschiedenis te beoefenen. Kortom, Kaiser verstaat het gehele boek (Marcus) als weerslag van het innerlijk proces van de schrijver, ten aanzien van diens eigen ervaringen in het leren volgen van Jezus in de praktijk van het dagelijks bestaan. Met andere woorden, hij behandelt het boek als een parabel, men zou kunnen zeggen als een droominterpretatie, en zijn "esoterische" vertolking is zijn weergave van de inhoud, achter de vorm van het verhaal. Die benadering is een verwoording van diep innerlijk verstaan van Kaisers eigen ervaringen in het leren volgen van Jezus. Terecht wijst hij er dan ook op dat alle vertalen in feite vertolken is, en juist op eigen ervaring gebaseerd moet zijn, en niet alleen maar een taalkundige prestatie moet blijven, om van theologie nog maar te zwijgen.
Door zijn behandelingswijze komen dan ook vele traditionele wanvertalingen in de Bijbel aan het licht, die gegrondvest waren in de latere theologische herinterpretatie van Jezus, onder de auspiciën van het zgn. "Christendom", dat pas een generatie na de kruisiging vorm begon aan te nemen, en geheel gegrondvest was op theologische ideeën die de oorspronkelijke leer van Jezus vreemd waren. Dit laatste is nu ondertussen duidelijker dan ooit tevoren, vooral sinds de herontdekking van het Evangelie van Thomas), waarin alle typisch christelijke theologie, die, zoals Kaiser ook goed wist, terugging tot Paulus, en niet Jezus, geheel ontbreekt. Hij behandelt dit punt onder andere in een notitie in het vocabularium in De mysteriën van Jezus in ons leven, op pagina 163, waar hij opmerkt: "Thans zal de ontwaakte psychologie allengs verrichten wat zuiver religieus gevoel had kunnen doen: Paulus eruit, Jezus erin! Maar aan dit laatste is de psychologie nog lang niet toe."
Met andere woorden, zijn werk was geheel gericht op het aspect van innerlijke ervaring als basis van geestelijke rijping, en niet op georganiseerde religie in enigerlei vorm. Ongeveer twintig jaar nadat hij dit schreef, zou Een Cursus in Wonderen verschijnen, waarin die psychologische integratie de vorm aanneemt van een geïnspireerd geschrift, dat tot stand kwam als een doorgeving van Jezus via Helen Schucman. De cursus verlegt duidelijk de geestelijke groei geheel en al naar de innerlijke ervaring in de eigen relatie van de lezer met Jezus, in plaats van theologie over Jezus, zoals in het Paulinistische verschijnsel christendom te doen gebruikelijk. In die zin is de cursus een fenomeen dat geheel in het teken staat van de bovenstaande aanhaling van Kaiser: "Paulus eruit en Jezus erin!". Kaiser bedoelt daarmee duidelijk ook die terugkeer tot Jezus als de bron, in plaats van Paulus en diens eigen theorie (theologie) over Jezus, die de grondslag werd van het latere christendom.